# Blonde (roman)
Blonde är en historisk roman om Marilyn Monroe, författad av Joyce Carol Oates och utgiven 2000. Den svenska översättningen av Ulla Danielsson publicerades året därpå. Boken nominerades till National Book Award 2000 och Pulitzerpriset 2001.
Romanen ger en inblick i Marilyn Monroes inre liv och hennes förhållande till bland andra Joe DiMaggio, Arthur Miller och John F. Kennedy. 
Romanen filmatiserades 2022, se Blonde.